# クリスティアン・アマンプール
クリスティアン・アマンプール（アマンプーア）（Christiane Amanpour、本名：Christiane Maria Heideh Amanpour、1958年1月12日 - ）は、イラン系イギリス人で、主にアメリカ合衆国で活動しているジャーナリスト。CNNのチーフ・インターナショナル・アンカーを務め、現在『アマンプーア。（Amanpour.）』というインタビュー番組のホストを務めている。またPBSでは『Amanpour & Company』のホストも担当している。

## 経歴
1958年ロンドン郊外で、テヘラン出身の父の元に生まれる。アマンプールは11歳までテヘランで育てられる。英語とペルシャ語を母語として話す。
イラン革命開始後、家族と共にイギリスに移る。その後アメリカ合衆国のロードアイランド大学でジャーナリズムを学ぶ。1983年にCNNに入社、記者としてイランイラク戦争を取材。その後欧州に転勤しソビエト連邦の崩壊などを取材。1990年にニューヨーク支局特派員となる。クウェート侵攻、湾岸戦争の取材でCNNのニュース報道の質を高めることとなった。1992年より『Amanpour.』のアンカーと主任国際特派員を務め、世界中の要人とのインタビューを敢行。
2010年にCNNを離れABCニュースに移籍、『This Week』のアンカーを務めるも視聴率が取れず半年で降板。2012年、CNNに復職し『Amanpour.』を再開。2018年からはPBSにて『Amanpour & Company』を開始。
その他の活動として、ジャーナリスト保護委員会とセンター・フォー・パブリック・インテグリティ、国際女性メディア財団、戦争平和報道研究所で理事を務める。
2015年4月より言論の自由とジャーナリストの安全確保を中心に、ユネスコ親善大使として活動する。